# Древо жизни (роман)
«Древо жизни» — фантастический роман-трилогия Владимира Кузьменко, впервые опубликованный в 1991 году. Автор романа широко прибегает к философским рассуждениям о человечестве и гуманизме.

## Сюжет

### Книга 1
Сергей возвращается из межзвёздной экспедиции, которая обнаружила на двух далёких планетах - Перуне и Счастливой - разумную жизнь. Экипаж получил сильное облучение гамма-радиацией, а Сергей остался единственным оставшимся в живых. На Земле к этому времени создали кибернетическую Сверхсложную Систему (СС), к которой был подключён Сергей, пока его новое тело выращивалось из клонированных клеток.
Не зная о происходящем в настоящем мире и воспринимая виртуальный мир СС как единственную и абсолютную реальность — остров в Тихом океане, Сергей живёт полноценной жизнью с женой Ольгой, ведёт исследовательскую работу, у них рождаются дети. В результате прорыва реальности он внезапно оказывается на другой планете — Элии, среди цивилизации элиан, биологически почти идентичных человеку, которым помогает справиться с вторжением инопланетной расы обезьяноподобных свистунов, исповедующих фашистскую идеологию. Получив от элиан телепатические способности, пережив множество приключений, прожив на Элии несколько десятилетий и умерев там от старости, Сергей снова оказывается на острове с женой Ольгой и детьми. На остров вскоре прибывают люди, которые пытаются втереться в доверие к Сергею, но на деле многие из них являются преступниками из запрещённой организации неогуманистов. Неогуманисты при помощи насилия и установления фашистской диктатуры пытаются решить основную проблему на Земле — появление значительного количества людей с мутациями и отклонениями в генотипе, способными привести человеческую расу к биологическому вырождению. Справившись с преступниками, Сергей внезапно оказывается в реальном мире — его клон был выращен, и в него перенесли разум Сергея.
Вначале потрясённый тем, что его жена, приключения на Элии и на острове — не более чем виртуальная реальность, Сергей, однако, быстро замечает, что очень многое из его электронного сна находит свои параллели в реальности. Так, в реальности существуют напавшие на Сергея в виртуальной реальности преступники, движение неогуманистов и девушка Эльга, в которую влюбился Сергей. Кроме того, он узнаёт, что его приключения никак не отражены в сценарии, который был заложен в СС, и существовали на самом деле. Выяснилось, что СС, впитавшая в себя разум Сергея и его высокие морально-этические нормы, гуманизировалась, самопроизвольно оформилась как искусственный интеллект, отождествила себя с Ольгой и закрылась от электронного и физического доступа для всех, кроме Сергея, которого считала своим. Она также дублировала разум Сергея. Один из Сергеев остался в СС, второй — в теле клона. Второй Сергей был призван для борьбы с неогуманистами в реальном мире.

### Книга 2
Первая часть — это книга-прогноз с названием «Тупик», созданная СС на основе экстраполяции политической ситуации на планете. Книга показывает, к чему пришло бы человечество через несколько десятилетий, если бы власть на Земле захватили неогуманисты. Человечество, скованное рамками фашизма, проходящее селекцию по генетическому признаку, медленно вырождается. Элита, закосневшая в своей власти, предаётся порокам и развлечениям. Низшие слои, не прошедшие селекцию и не имеющие никаких прав, сведены до положения рабов, но не осознают этого, ибо большую часть жизни проводят в виртуальной реальности, и это их вполне устраивает. Средний класс — инженеры и специалисты, ничего нового не хотят, и виртуальная реальность стремительно распространяется и среди них. Есть небольшая кучка вооружённых экстремистов, которые хотят перемен, но их не поддерживают ни средний класс, ни нижний, а их война против элиты - всего лишь переворот, совершаемый частью правящего класса в своих интересах. Стремительно деградирует и уровень технического развития человечества. Жизнь после неогуманистов - тупик, из которого нет выхода.
Сергей, зная о возможном будущем, принимает решение силой противостоять неогуманистам, действия которых по подготовке к вооружённому перевороту вышли на финишную прямую. Как выяснилось, телепатические способности Сергея, которые он приобрёл на Элии, сохранились с ним и на Земле. Эти способности он может передавать и другим людям. Они заключаются в том, что владеющий телепатией человек может прочитать чужие мысли и угадать злые намерения, а женщина-телепат способна выбрать генетически полноценного мужчину. Сергей решил, что зло можно победить только большим злом. Он находит единомышленников, формирует свои вооружённые отряды и безжалостно истребляет как боевые отряды неогуманистов, так и коррумпированных чиновников, наркоторговцев и т.д. За несколько кровавых недель неогуманисты практически уничтожены, но Сергей и его бойцы своими действиями поставили себя вне закона. Состоялся суд, на котором решалась их судьба как группы, занимавшейся массовым убийством людей (пусть и преступников) и внёсшую в человечество новую телепатическую способность.

### Книга 3
Поскольку последствия деятельности Сергея неясны и могут проявиться только в отдалённом будущем, то приговор отложен на 200 лет, а Сергея и его людей отправляют исследовать открытую первой экспедицией планету. Экспедиция землян снова прибыла на планету Перун. Планета, на которой раньше была разумная жизнь, ныне занята гигантской кибернетической системой, аналогичной земной СС. Построенная в эпоху конфликта между её обитателями — титанами и олимпийцами — система уничтожила их всех, поскольку не обладала гуманизмом земной СС и руководствовалась только сухой нечеловеческой логикой. Она также не имеет цели своего дальнейшего развития, хотя обладает огромной мощью. Выбрав путь гуманизма, Урания — такое имя сверхсистеме дал Сергей — решила пойти по пути земной СС «Ольга» и оставила себе ещё одну копию разума Сергея. Поставив целью объединить все разумные создания Вселенной в гуманный союз, оба Сергея, Ольга и Урания вошли в контакт со многими человеческими расами в космосе и наделили некоторых их представителей телепатическими способностями.
На одной из планет, в некоем государстве человек по имени Эл, ставший телепатом, оказывается в тюрьме по сфабрикованному делу. Бежав из тюрьмы вместе с единомышленниками, он мстит своим обидчикам и борется против пронизавшей государство коррупцией, выводя на чистую воду продажных чиновников. Он тоже может распространять свои телепатические способности среди других людей, и тем самым может избавить свою планету от несправедливости.
Тем временем земная экспедиция продолжила свой путь и прибыла на вторую планету — на Счастливую. Оказалось, что на ней кроме людей-лапифов и кентавров тоже присутствует биологическая сверхсистема по имени Кибела. Сверхсистема контролирует биологические процессы на планете, способна дать бессмертие своим обитателям и воскрешать их после смерти. Земляне входят в конфликт с Кибелой, но Сергей находит с ней общий язык. У Кибелы есть серьёзная проблема — бункер с выжившими в анабиозе титанами, который взорвётся и уничтожит планету, если им будет причинён вред. Сергей договаривается с титанами и убеждает их снять угрозу взрыва. Тогда же на планету прибывает корабль с Земли. Сергей узнаёт, что цивилизация Земли пошла по пути гуманизма и достигла значительных успехов в технике.

## Публикации
- В. Кузьменко. Древо жизни (фантастический роман в 3-х книгах. Книга 1.). — М.: Терра, Книжное обозрение, 1991. — 256 с. — 300 000 экз. — ISBN 5-85255-039-6.
- В. Кузьменко. Древо жизни (фантастический роман в 3-х книгах. Книга 2.). — М.: Терра, Книжное обозрение, 1991. — 240 с. — 300 000 экз. — ISBN 5-85255-055-8.
- В. Кузьменко. Древо жизни (фантастический роман в 3-х книгах. Книга 3.). — М.: Терра, Книжное обозрение, 1991. — 320 с. — 300 000 экз. — ISBN 5-85255-096-5.